# Tekija u Vukeljićima
Tekija u Vukeljićima, derviški hram u mjestu Vukeljići pokraj Fojnice. Pripada nakšibendijskom tarikatu. 

## Povijest
Tekiju u Vukeljićima pokraj Fojnice je osnovao šejh Husein-baba Zukić, želeći time oplemeniti ljude. Tekija se nalazi neposredno uz lokalni put koji povezuje sela Vukeljiće i Živčiće. Nakšibendijska tekija u Vukeljićima je jedna od rijetkih s neprekinutim kontinuitetom djelovanja i rada od osnivanja do današnjih dana.  Doprinijela je širenju nakšibendijskog tarikat po cijeloj Bosni i Hercegovini. Godine 1790. šejh Husein-baba je kao svog učenika doveo u tekiju Abdurahmana, darovitog sina fojničkog kadije. Nakon nekoliko godina provedenih u tekiji u Vukeljićima, Abdurahman Sirrija, je po preporuci svog učitelja Husein-babe, osnovao novu nakšibendijsku tekiju u selu Oglavak pokraj Fojnice.
Kada je Husein-baba Zukić umro, ukopan je na brežuljku iznad tekije, u najvećem od tri postojeća turbeta.Nakon njegove smrti 1799/800., godine, šejh tekije postaje šejh Hadži Muhamed Mejli-baba. Poslije njegove smrti 1854. godine, vodstvo tekije ostaje u njegovoj obitelji koja se kasnije preziva Hadžimejlić. Mejli-babu je naslijedio njegov sin šejh Hasan-baba koji je umro 1898/1899. godine. Hasan-babu je naslijedio njegov bratić šejh Muhamed, a Muhameda njegov sin šejh Abdullatif. Abdullatifa je naslijedio njegov sin, šejh Behauddin.
Tekija je izgrađena na dva kata podsjećajući svojim izgledom na pravokutnik. U prizemlju se nalazi kuhinja, dnevni boravak, abdesthana, kao i ulazne prostorije u kojima je smješteno stepenište preko kojih je ostvarena vertikalna komunikacija. Na katu se, između ostalog, nalazi semahana (prostor za molitvu) i mejdan odaja (prostor za druženje). Potkrovlje se sastoji od jedne prostorije (biblioteke) i hodnika, koje su smještene u središnjem dijelu.
Ne postoje podatci kako je izgledala tekija koju je sagradio šejh Husein-baba. Tekija je prvi put obnovljena 1930. godine. Tada je pokrov od ćeramide zamijenjen crijepom. Posljednja obnova izvršena je 1990-ih godina kada je objekt znatno proširen i sagrađeno je potkrovlje. Prije ove posljednje obnove tekija je imala prizemlje i kat.

## Vanjske povezice
- Tekija u Vukeljićima  Arhivirana inačica izvorne stranice od 31. listopada 2020. (Wayback Machine)